# Chūetsu-Erdbeben 2004
Das Chūetsu-Erdbeben des Jahres 2004 (japanisch 平成16年(2004年) 新潟県中越地震 Heisei 16-nen (2004-nen) Niigata-ken Chūetsu Jishin) war ein starkes Erdbeben mit der Momenten-Magnitude (MW) von 6,8 und ereignete sich am 23. Oktober 2004 um 17:56 Uhr Ortszeit im Regierungsbezirk Chūetsu der Präfektur Niigata.

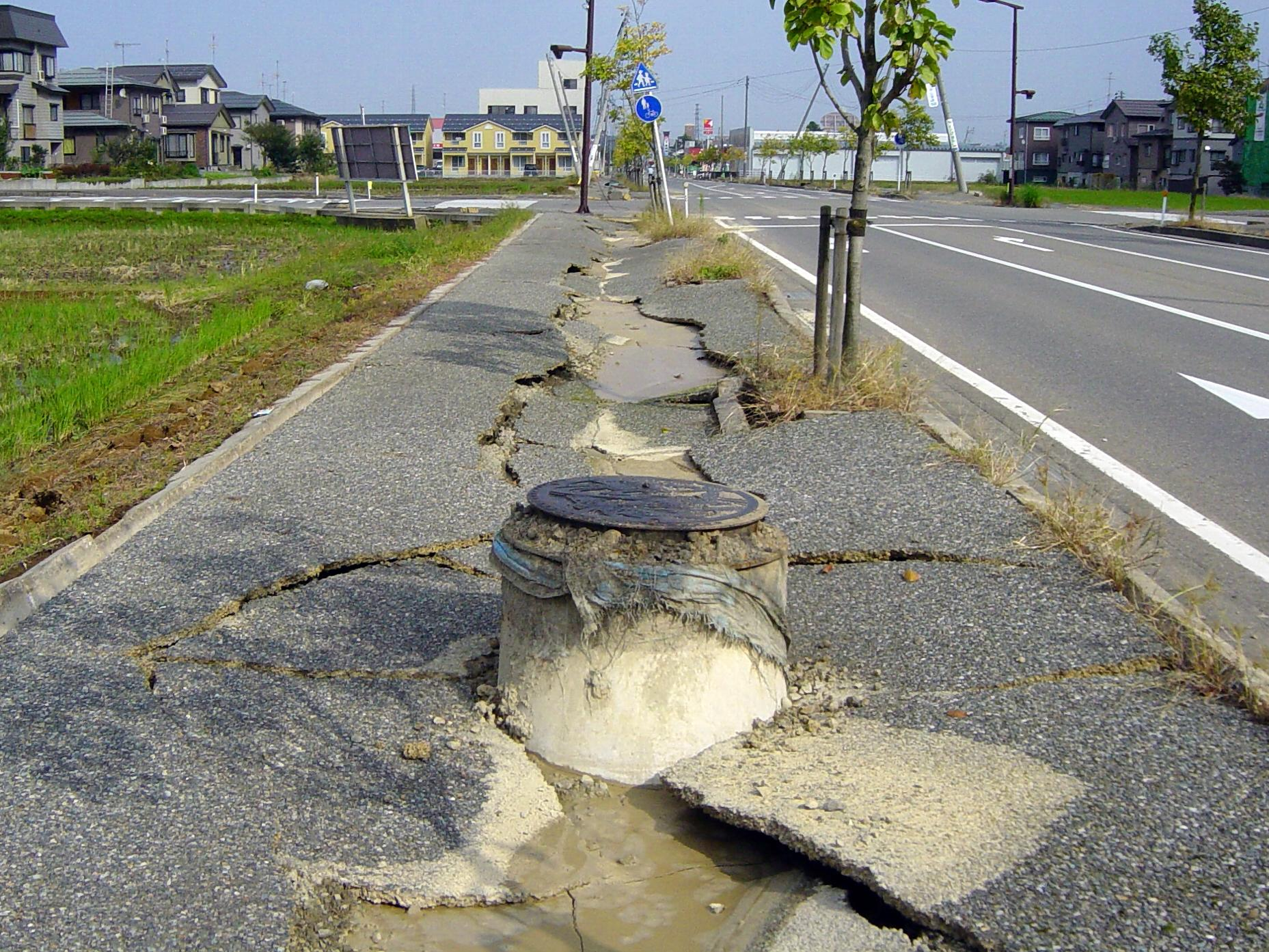
Zerstörte Straße in Ojiya

Das Hypozentrum befand sich in 16 km Tiefe etwa 10 km nördlich der Stadt Tōkamachi. Nur 16 Minuten später, um 18:12 Uhr, folgte ein Nachbeben der Stärke 6,1, um 19:46 Uhr eines der Stärke 6,4 mit einem wesentlich höheren Hypozentrum (10 km Tiefe) direkt unter der Mittelstadt Ojiya. Das Beben forderte mindestens 40 Tote und 3183 Verletzte. In der Präfektur Niigata wurden 6.000 Häuser zerstört oder beschädigt, ein Hochgeschwindigkeitszug entgleiste.

## Shinkansen-Entgleisung

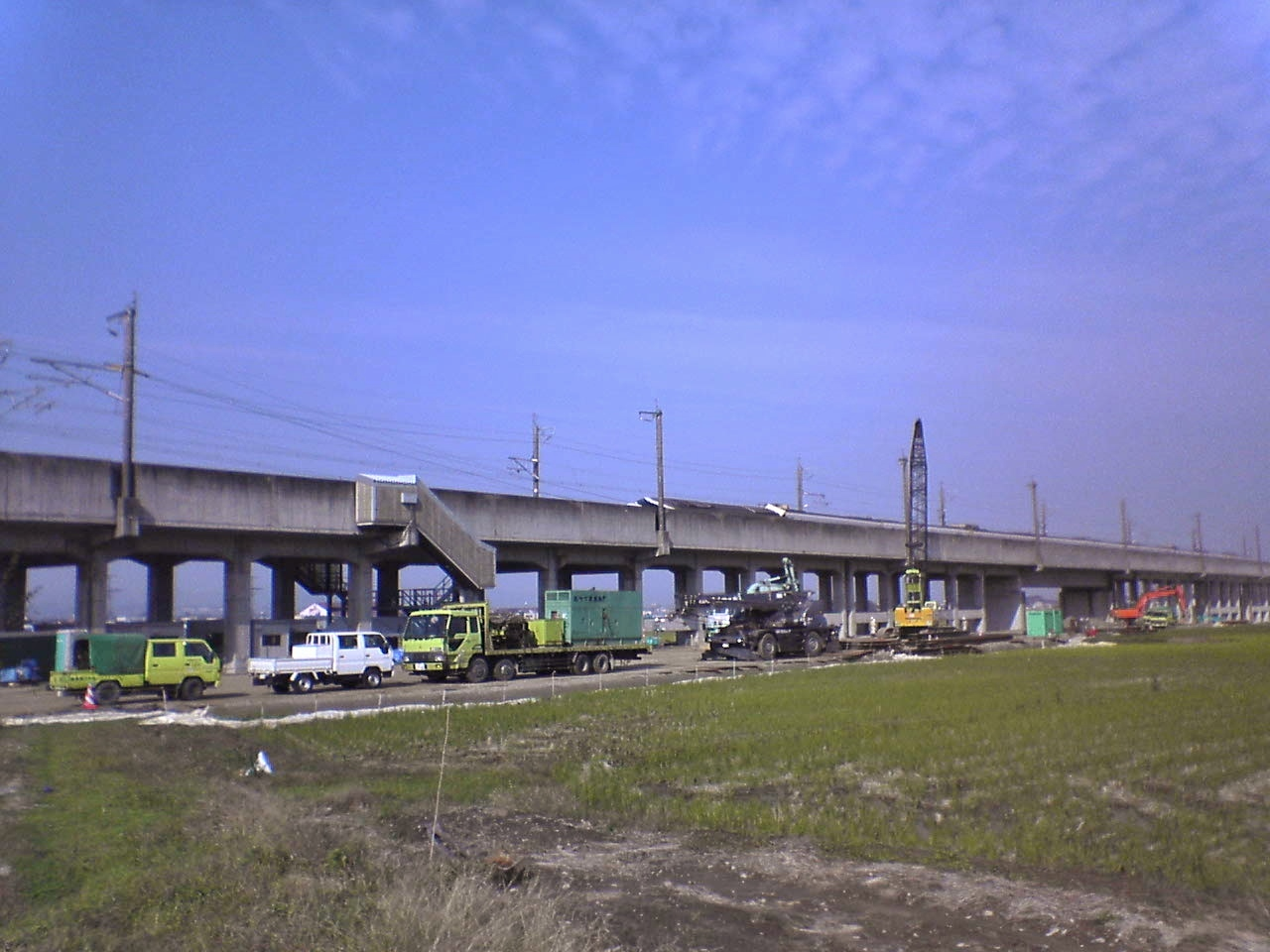
Entgleister Shinkansen-Zug in Nagaoka

Während des Chūetsu-Erdbebens 2004 kam es zur ersten und bis heute nur einer von zwei Entgleisungen eines Shinkansen-Hochgeschwindigkeitszugs im Fahrgastbetrieb. Acht von 10 Wagen des Zuges der Baureihe 200 der Toki-Verbindung sprangen zwischen den Bahnhöfen Nagaoka und Urasa aus den Schienen. Dank der automatisch eingeleiteten Notbremsung nach Erfassung der ersten Erdstöße kam bei der Entgleisung keiner der 155 Passagiere zu Schaden.
Die Strecke blieb bis zum 27. Dezember 2004 außer Betrieb.